# Megaselia serpentina
Megaselia serpentina är en tvåvingeart som beskrevs av Borgmeier 1962. Megaselia serpentina ingår i släktet Megaselia och familjen puckelflugor. Inga underarter finns listade i Catalogue of Life.